# 2014년 조선민주주의인민공화국 미사일 발사
2014년 조선민주주의인민공화국 미사일 발사에 관한 문서이다.

## 2014년 6월 실험
2014년 6월 30일, 북한은 "미군과 한국군을 겨냥한 전술 탄도 로켓 발사를 시험했는데, 3일 만에 국영 언론에서 두 번째 발사 훈련을 보도했다." 한국은 “항해금지구역을 지정하지 않은 채” 미사일이 발사됐다며 항의했다. 김민석 국방부 대변인은 “일요일 발사 목적을 단정하기 어렵다”고 했고, 또 다른 해설위원 마이클 B. 켈리는 “순전히 내수용으로 연출된 장면은 가난한 나라를 미화하는 모습과 딱 들어맞는다. 전쟁과 최고 지도자의 신격화에 관한 것이다.”라고 말했다.

## 2014년 7월 실험
2014년 7월 2일, 한국은 북한이 해안 도시 원산시에서 태평양으로 단거리 미사일 2발을 발사했다고 보고했다. 지난 7월 9일, 한국 정부는 북한이 단거리 미사일 2발을 한반도 동쪽 바다로 발사했다고 주장했다. 7월 13일, 일본 방위성은 북한이 탄도미사일 2발을 동해로 발사했다고 주장했다. 7월 14일, 한국은 북한이 분쟁 국경 근처 바다에 수십 발의 포탄을 발사했다고 주장한다.